# Sarah Al-Souhaimi
Sarah Al-Souhaimi (noviembre de 1979) es una financista de Arabia Saudita. En febrero de 2017 fue nombrada directora de la Bolsa de Riad convirtiéndose en la primera mujer saudí a la cabeza de un organismo del estado en este país. En 2014 ya había sido nombrada la primera mujer al frente de un establecimiento bancario saudí en el National Commercial Bank (NCB Capital) 

## Biografía
Hija del financiero Jammaz al-Souhaimi al frente de la Gulf International Bank en Baréin se diplomó en ciencias administrativas en la Universidad Rey Saúd antes de estudiar gestión general en la Universidad de Harvard, donde terminó en 2015. 
Inicia su trayectoria profesional en 2007 en Samba Financial Group y posteriormente fue directora de inversiones de Jadwa Investment antes de ocupar en 2013 un puesto en el comité conusultativo de la CMA (Capital Market Authority).
En 2014 fue la primera mujer al frente de un establecimiento bancario saudí, National Commercial Bank (NCB Capital) banca de inversión saudí.
El 16 de febrero fue elegida por unanimidad al frente de Tadawul, la Bolsa de Riad, una de las plazas financieras más importantes del mundo árabe con el mandato de atraer inversiones extranjeras que permitan diversificar la economía con el fin de que este país deje de depender exclusivamente de los hidrocarburos. Al-Souhaimi fue elegida por el consejo de administración del operador de bolsa en el que participan representantes de la banca central y de los ministerios de Finanzas y de Comercio.